# Чемпіонат України з кільцевих гонок
Чемпіонат України з кільцевих гонок, також відомий як Ukrainian Touring Championship, це українська гоночна серія, що проходить з 1993 року.

## Історія

### Передісторія
Історія турингових кільцевих перегонів в Україні бере свій початок за часів СРСР, коли у 1975 у Києві ввели у експлуатацію автомобільний спорткомплекс «Чайка», у тому ж році було розпочато проведення чемпіонат Української РСР з кільцевих гонок, що є попередником сучасного чемпіонату. Перегони відбувалися у класах спортивних (туринг) та гоночних (Формула-3) автомобілів, техніку учасників було поділено за розміром двигуна. Востаннє чемпіонат було проведено у 1991 році.

### 1990-ті
У 1993 було створено Автомобільну федерацію України, що мала проводити автомобільні змагання в країні. На початку жовтня того року з перегонів «Grand Prix de Kiev» на автодромі «Чайка» розпочав свою історію Чемпіонат України з кільцевих гонок. Єдиний його етап пройшов у складних погодних умовах, що створювало проблеми для команд, більшість з яких не могла собі дозволити дощову гуму.
Вже наступного року вдалося провести чотири етапа на «Чайці», що була єдиним стаціонарним автодромом України. Тогоріч вперше не відбувся чемпіонат у монокласі ГАЗ-24, але його колишні учасники перейшли до інших класів. З'явився чемпіонат команд, до 2000-х їх поділяли на клубні та фірмові, але потім об'єднали.
У 1995 році відновили традицію проведення Гран-прі Львова, які востаннє проходили у 1930-х роках у класі сучасної «Формули-1». Вулична траса «Львівський трикутник» не підходила по сучасним стандартам, тож для львівського етапу знайшли інше місце — дорожня роз'язка на вулиці Стрийській, рух якою було перекрито на час змагань. Тоді на новій трасі названій «Галрінг» провели «I (V) Camel Гран-прі міста Львова».
Сезон-1996 також планувалося почати з гонки на «Галрінгу», запланованої на весну, але після зими стан покриття розв'язки значно погіршився, тому етап перенесли аби встигнути полагодити дорогу. Першим етапом став «Приз пам'яті Анатолія Галанського» на «Чайці», але її стан теж був досить поганим, через що вона мала статус тимчасової траси і стала причоною багатьох сходів. Львівський етап «VI Гран-прі міста Львова» змогли провести лише у вересні, а третім і фінальним, замість запланованого Херсона, пройшло «I Гран-прі Києва», організоване у жовтні новоствореним Київським автомотоклубом, продюсерським центром SV MAK та виробником пива Heineken. Тимчасова траса «Осокорки» розташовувалася на дорожній розв'язці Дніпровської набережної і критикувалася пілотами через її нецікавість. Через непорозуміння із перекриттям дороги гонка пройшла з запізненням у один день.
У 1997 році на «Чайці» пройшло усього два етапи, «II Гран-прі Києва» та «West V етап Чемпіонату України з кільцевих перегонів», обидва проводилися на «Чайці». Між ними були «VII Debica Гран-прі міста Львова» на «Галрінгу» та «I Універсал-Авіа Гран-прі міста Рівне», організоване Сергієм Пелешком та його автоклубом. Трасу облаштували на місцевому аеропорту та назвали на честь спонсора.
У 1998 пройшли дві останні гонки чемпіонату на «Чайці», після чого її лишили приходити у занепад. Чемпіонат тим часом перемістився на вуличні траси, одна з яких, розташована у Ялті, дебютувала у тому сезоні.

### 2000-ні
У 2000 році чемпіонат з п'яти етапів, перший провели у Ялті, два наступних у Дніпропетровську (нині Дніпро) і два останніх у Львові. Чемпіонат зіткнувся з фінансовими проблемами, також стан асфальту робив траси небезпечними.
У 2001 році серією зайнявся Київський міський автомотоклуб на чолі з його президентом Сергієм Маликом. Він повернув перегони у Київ, але не на Чайку, а на тимчасову трасу поруч із Олімпійським стадіоном (гонку назвали «Відкритим Кубком Києва»). За сезон вдалося провести лише три етапи, через інфляцію, наступного року гонок не проводили взагалі.
У 2003 році задля відновлення чемпіонату Тюменська нафтогазова компанія заснувала команду «ТНК-Україна Racing». КМАМК разом із ними провели сезон з трьох етапів «Кубок Києва», усі три проводилися поруч з Олімпійським. Чемпіонами вони стати не змогли, натомість виграла лабораторія ХАДІ, їх пілот, росіянин Олександр Арманд, отримав другий титул, фінальний етап закінчився аварією Вадима Трутнєва, після якої його Renault Megane вибухнув, у аварії ніхто не постраждав.
У 2004 на площі перед «Олімпійським» почалося будівництво, через що кільцеві перегони залишилися без траси. Тоді Малик уклав угоду з колишнім автогонщиком Леонідом Протасовим, за якою чемпіонат-2004 повинен був відбутися на «Чайці», але через декілька тижнів на ній почався ремонт комунікацій, тож сезон довелося відмінити.
Наступного року Малику все ж таки вдалося домовитися про сім етапів у Чайках, проте після шостого Протасов знову відмовився від проведення перегонів, тож етап було екстрено перенесено до Рівненського аеропорту. На фінал чемпіонату прийшла дуже велика кількість вболівальників, серед яких були ті, хто був на першій гонці у 1997 році. За результатами етапу Малик зміг здобути один із титулів.
На 2006 рік КМАМК мав грандіозні плани на 20 етапів у різних містах України, включно з гонокою на вуличній трасі «Бессарабка», схваленій експертами, але клуб перестав бути організатором змагань і чемпіонат складався лише з чотирьох етапів, що знову проходили на Чайці за підтримки компанії Berghoff. У чемпіонаті з'явилися молодіжні класи.
У 2007 році учасники почали переходити на нові моделі машин, Ford Fiesta з німецького чемпіонату Fiesta Cup, серед них був дебютант сезону Ігор Скуз, що прийшов з картингу, де отримав більш ніж 200 перемог. У формульних класах вперше з'явився болід Dallara. На останньому, четвертому етапі, на «Чайці» разом із Чемпіонатом України проходив російський Honda Civic Cup.
У сезоні-2008, з приходом техніки нового рівня, з'явилися нові залікові групи, а саме Touring Lite для Ford Fiesta та S2000 для BMW 3 Серії. Формульні класи ж навпвки, втратили популярність, тому були об'єднані в один. З другого етапу змін зазнала і мала конфігурація «Чайки», останній поворот було змінено, аби пілотам потрібно було у ньому жорстко гальмувати. Зміни у чемпіонаті сприяли підвищенню його популярності серед глядачів.
Планувалося провести п'ять етапів на «Чайці» у 2009 році, але Автомобільній федерації України надійшло повідомлення, що це неможливо, тож сезон закінчився раніше, ніж було заплановано. Чемпіонів було визначено за положенням після четвертого етапу, це поклало кінець боротьбі Ігоря Скуза та Олексія Басова, останній отримав чемпіонський титул у класі Touring Lite.

### 2010-ті
Сезон-2010 знову проводив КМАМК, який одразу урізноманітнив календар. Першим етапом була гонка на аеропорту «Черкаси», на «Чайку» серія повернулася вже на другому. Четвертим етапом також була нова траса, у Одесі перекрили вулиці перед автовокзалом задля проведення «Гран-прі Одеси». Кількість учасників формул продовжувала знижуватися, але чемпіонат все ж вдалося провести, чемпіоном став білорус Юрій Кондратюк.
Наступного року з'явилася нова залікова група, окрім вже існуючої Лада 1500, була сформована Лада 1600, у ній могли брати участь автомобілі з більшим об'ємом двигуна. Учасників у сезоні-2011 було замало, тож формульні гонки були відсутні на перших двох етапах, чого раніше не було, а S2000 взагалі не змогли провести через велику витратність, Лада 1500 та Лада 1600 взагалі довелося об'єднати. Четвертим етапом повинно було стати друге «Гран-прі Одеса», але нова міська влада заборонила перекривати вулиці, тож етап перенесли на «Чайку». Фіналом стало «Гран-прі Львова», але на ньому майже не було глядачів через малу популярність перегонів.
У 2012 у перегонах дозволили екіпажі, посеред гонки команда могла змінити одного пілота на другого, як у перегонах на витривалість. Правило проіснувало два роки, потім від нього відмовились. Після заснування Ferrari Team Ukraine Ferrari стала автомобілем безпеки чемпіонату. Сезон з п'яти етапів повністю пройшов на «Чайці». Чемпіонат у формульних класах провести не вдалося. У командному заліку боролися білоруська Fenox та українська MasterKart, остання перемогла.
З 2013 у серії існує клас GT Open, у який перейшли деякі пілоти з Touring Lite, у тому чилі й Ігор Скуз, який вже мав три чемпіонські титули. Сезон складався з п'яти етапів, останніми були відновлене «Гран-прі Одеси», яке тепер проводилося на шостому кілометрі, а останньою була гонка у Полтаві, яка проводилася на місцевому аеропорті. MasterKart не змогла отримати черговий титул, другий чемпіонат виграла MasterKR.
У 2015 були ухвалені численні зміни до регламенту змагань, вони торкнулися залікових груп та їх кількості. Нові правила почали діяти з сезону 2016 року.
У 2018 права на проведення чемпіонату отримав гонщик Ігор Скуз і його команда МайстерКарт, тоді формат перегонів оновили вперше показали по телебаченню. В майбутньому Скуз планував підвищити рівень змагань та розширити календар.

### 2020-ті
У 2020 чемпіонат зіткнувся з проблемами через епідемію COVID-19. Початок сезону довелося переносити з весни на літо та змінювати календар посеред сезону. Так, замість запланованих п'яти перегонів провели чотири, перші дві проходили, як було заплановано, на Чайці, а дві останні перенесли на вуличну трасу у Одесі.

## Класи автомобілів

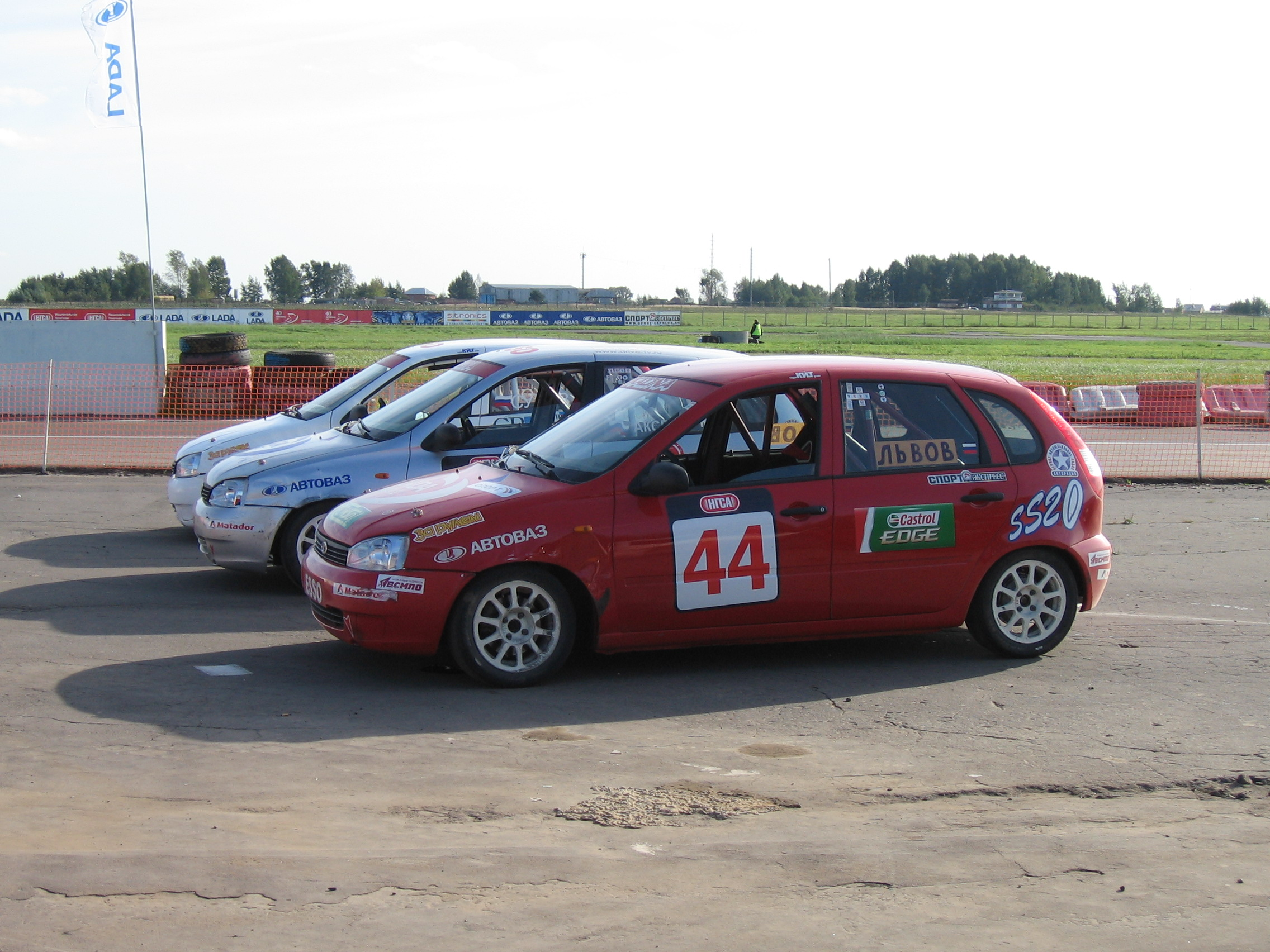
Спортивні ВАЗ-1118

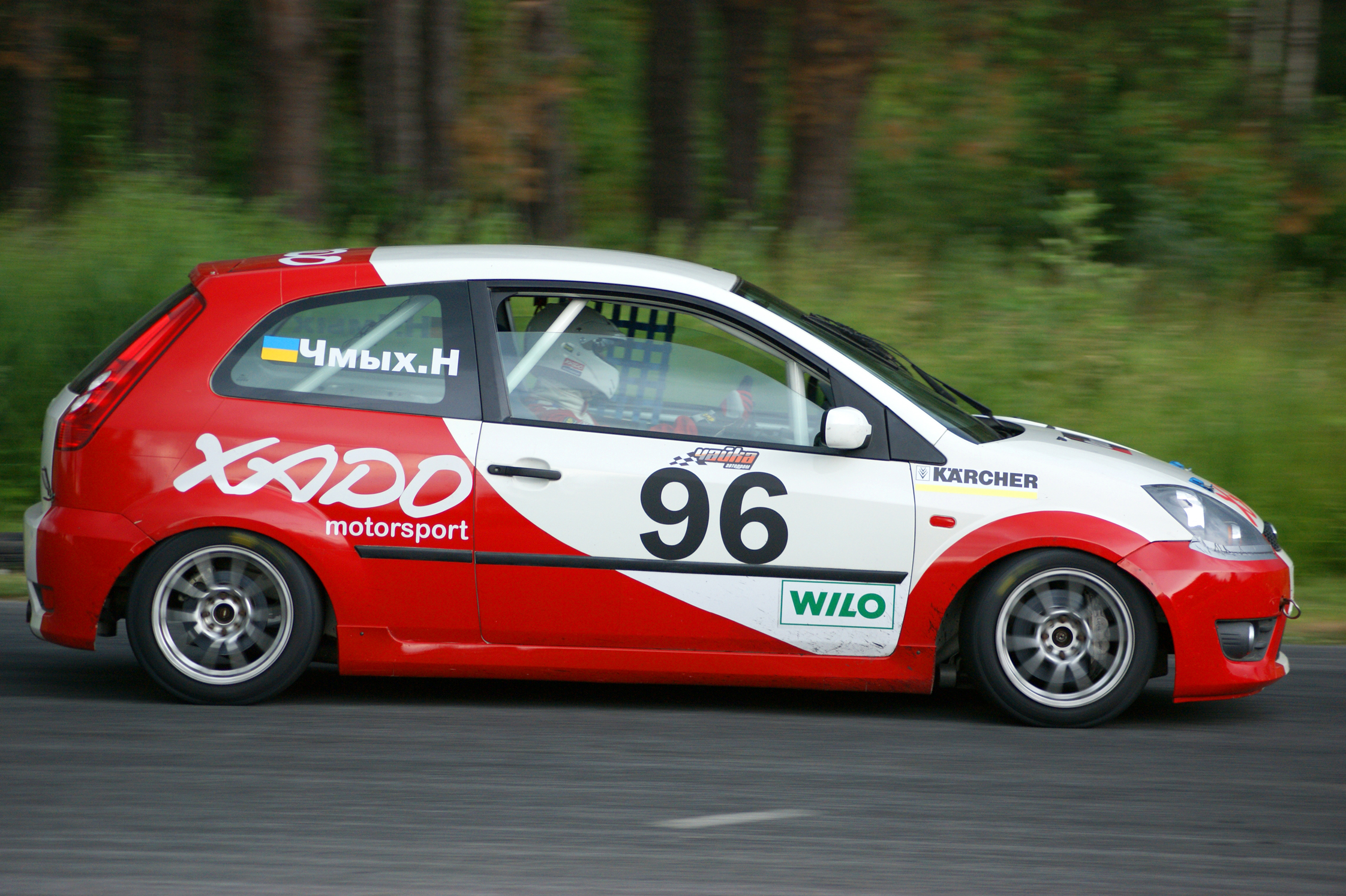
Ford Fiesta GT Open команди XADO Motorsport

### 8C
Клас для майже стокових автомобілів ВАЗ-2108 та ЗАЗ-1102 зі стандартними двигунами. Вперше «бюджетний клас» було введено у 2007 році під назвою «U1», згодом його поділили на «Лада 1500» та «Лада 1600» щоб включити у змагання ВАЗ-1119. У 2010-х учасників поменшало і «Лада 1600» об'єднали з «U1600», а «Лада 1500» перейменували у «ВАЗ-2108» після чого він припинив своє існування. Врешті решт клас повернувся до регламенту у 2021 році під назвою «8C»

### Touring
Клас для автомобілів компанії АвтоВАЗ з об'ємом двигуна до 1600 куб. см.. Раніше називався «U1600» і відрізнявся найбільшою чисельністю учасників через дешевшу техніку. «Золотою добою» для класу був кінець 2000-х, однак із технічними вдосконаленнями автомобілів ціна на їхні деталі виросла, що стало проблемою для учасників. Дійшло до того, що ВАЗ-1119 почали наздоганяти у ціні більш потужні Ford Fiesta вищих класів. Сучасну назву клас отримав у 2019 році і за кількістю учасників більш-менш зрівнявся з «GT Open».

### GT Open
Відповідає стандартам FIA груп A та N. Серійні автомобілі з об'ємом двигуна до 1600 куб. см, без наддуву та з приводом на одну вісь. Клас здебільшого складається з автомобілів Ford Fiesta і не зазвичай не має великої кількості учасників. З кінця 2000-х поділявся на «Touring Light» та «GT Open» але у середині 2010-х вони були об'єднані під назвою найпотужнішого, хоча жодного відношення до справжніх автомобілів GT клас не має.

## Список трас
| Місто            | Траса                 | Роки                 | Схема |
| ---------------- | --------------------- | -------------------- | ----- |
| Дніпро           | Набережна Перемоги    | 2000, 2001           |       |
| Івано-Франківськ | МА «Івано-Франківськ» | 1999                 |       |
| Київ             | Автодром «Чайка»      | 1993—1998, 2005—2020 |       |
| Київ             | Осокорки              | 1996                 |       |
| Київ             | НСК «Олімпійський»    | 2001, 2003           |       |
| Львів            | Галрінг               | 1995—2001            |       |
| Львів            | Сихівський міст       | 2011                 |       |
| Одеса            | Молдаванка            | 2010                 |       |
| Одеса            | 6 км                  | 2013, 2020           |       |
| Полтава          | МА «Полтава»          | 2013                 |       |
| Рівне            | МА «Рівне»            | 1997, 2005           |       |
| Черкаси          | МА «Черкаси»          | 2010                 |       |
| Ялта             | Яліта                 | 1998—2000            |       |

## Список чемпіонів

### Залік спортивних автомобілів
| Рік  | Пілот | Місто               | Авто           |
| ---- | --- | ------------------- | -------------- |
| 1993 | 7: Олександр Салюк ст. 8: Леонід Протасов A5: Леонід Протасов Волга: Іван Калінічук                                   | Київ                | ВАЗ ГАЗ        |
| 1994 | A7: Сергій Дробот A8: Олександр Медведченко N4: Олександр Салюк ст.                                                   | Київ                | ВАЗ Ford       |
| 1995 | A7: Іван Калінічук A8: Андрій Александров A9: Сергій Сергієнко A12: Володимир Чопенко                                 | Київ Одеса Київ     | ВАЗ Lancia     |
| 1996 | A7: Сергій Пелешок A8: Дмитро Рибак A9: Вадим Реуцький A12: Леонід Протасов                                           | Рівне Київ          | ВАЗ Ford       |
| 1997 | A8: Леонід Леонов A9: Леонід Кузьмук A12: Леонід Протасов                                                             | Київ                | ВАЗ Lancia     |
| 1998 | A8: Іван Герман A9: Вадим Реуцький A12: Олександр Салюк мл.                                                           | Київ                | ВАЗ Ford       |
| 1999 | A9: Дмитро Рибак | Київ                | ВАЗ            |
| 2000 | A8: Руслан Сєров N8: Віктор Холявко                                                                                   | Київ                | ВАЗ            |
| 2001 | A8: Дмитро Рибак N9: Павло Гонтовий                                                                                   | Київ                | ВАЗ            |
| 2002 | Не відбувся | Не відбувся         | Не відбувся    |
| 2003 | A8: Іван Романенко E9: Вадим Трутнєв                                                                                  | Київ Ужгород        | Renault ВАЗ    |
| 2004 | Не відбувся | Не відбувся         | Не відбувся    |
| 2005 | E8: Сергій Малик E9: Андрій Круглик                                                                                   | Київ                | Honda ВАЗ      |
| 2006 | A3: Валерій Горбань U1600: Андрій Круглик                                                                             | Київ                | ВАЗ Ford       |
| 2007 | U1: Віктор Холявко A3: Андрій Круглик U1600: Андрій Круглик                                                           | Київ                | ВАЗ Ford       |
| 2008 | LADA 1500: Володимир Апостолюк Touring Light: Володимир Кондратенко S2000: Володимир Кондратенко                      | Київ                | ВАЗ Ford BMW   |
| 2009 | LADA 1500: Станіслав Бєсєдін S1600: Олександр Гайдай Touring Light: Олексій Басов                                     | Харків Одеса Митищі | ВАЗ Ford BMW   |
| 2010 | LADA 1500 Ю: Роман Водоріз LADA 1500: Сергій Юнашев Touring Light: Ігор Скуз                                          | Харків Київ         | ВАЗ Ford       |
| 2011 | LADA 1500: Олександр Іванчкенко LADA 1600: Валерій Жовтоног Touring Light: Ігор Скуз                                  | Київ                | ВАЗ Ford       |
| 2012 | LADA 1500: Сергій Юнашев LADA 1600: Василь Водолага Touring Light: Ігор Скуз                                          | Київ                | ВАЗ Ford       |
| 2013 | LADA 1500: Володимир Апостолюк LADA 1600: Максим Чередніченко Touring Light: Василь Водолага GT Open: Леонід Протасов | Київ                | ВАЗ Ford BMW   |
| 2014 | LADA 1600 V16: Володимир Апостолюк Touring Light: Олександр Іванченко GT Open: Андрій Єфіменко                        | Київ                | ВАЗ Ford Honda |
| 2015 | ВАЗ 2108: Дмитро Жайворонок U1600: Андрій Євтушенко Touring Light: Андрій Євтушенко GT Open: Юрій Дріфтовський        | Київ                | ВАЗ Ford       |
| 2016 | U1600: Валерій Шевльов GT Open: Андрій Євтушенко                                                                      | Київ                | ВАЗ Ford       |
| 2017 | ВАЗ 2108: Сергій Бородін U1600: Вадим Конончук Touring Light: Ігор Скуз                                               | Київ                | ВАЗ Ford       |
| 2018 | U1600: Вадим Конончук GT Open: Ігор Скуз                                                                              | Київ                | ВАЗ Ford       |
| 2019 | Touring: Вадим Конончук GT Open: Андрій Євтушенко                                                                     | Київ                | ВАЗ Ford       |
| 2020 | Touring: Вадим Конончук GT Open: Володимир Дрогомирецький                                                             | Київ                | ВАЗ Ford       |

### Залік гоночних автомобілів
| Рік         | Пілот                                                                  | Місто         | Авто          |
| ----------- | ---------------------------------------------------------------------- | ------------- | ------------- |
| 1993        | Формула Восток: Віктор Холявко Формула 1600: Олександр Медведченко     | Київ          | Естонія       |
| 1994        | Формула 1300: Олександр Серопов Формула 1600: Олександр Медведченко    | Київ          | Естонія       |
| 1995        | Формула 1300: Олексій Варавін Формула 1600: Олександр Медведченко      | Київ          | Естонія       |
| 1996        | Формула 1300: Валерій Морачевський Формула 1600: Олександр Медведченко | Чернігів Київ | Естонія       |
| 1997        | Формула 1300: Олексій Варавін Формула 1600: Олександр Арманд           | Київ Москва   | Естонія       |
| 1998        | Формула 1300: Олександр Медведченко                                    | Київ          | Естонія       |
| 1999        | Формула 1600: Олексій Варавін                                          | Київ          | Естонія       |
| 2000        | Формула 1600: Олександр Колодяжний                                     | Київ          | Естонія       |
| 2001        | Формула 1600: Олексій Варавін                                          | Київ          | Естонія       |
| 2002        | Не відбувся                                                            | Не відбувся   | Не відбувся   |
| 2003        | E9: Олександр Арманд                                                   | Москва        | Естонія       |
| 2004        | Не відбувся                                                            | Не відбувся   | Не відбувся   |
| 2005        | E8: Олексій Варавін                                                    | Київ          | Естонія       |
| 2006        | E8: Олексій Варавін                                                    | Київ          | Естонія       |
| 2007        | E8: Олексій Варавін                                                    | Київ          | Естонія       |
| 2008        | E8: Олексій Варавін                                                    | Київ          | Естонія       |
| 2009        | Не відбувся                                                            | Не відбувся   | Не відбувся   |
| 2010        | E8: Юрій Кондратюк                                                     | Вітебськ      | Естонія       |
| 2011 - 2012 | Не відбувався                                                          | Не відбувався | Не відбувався |
| 2013        | E8: Олександр Левинський                                               | Київ          | Dallara       |

### Залік команд
| Рік         | Команда                                                        | Місто         |
| ----------- | -------------------------------------------------------------- | ------------- |
| 1994        | ?                                                              | ?             |
| 1995        | ЛША ХАДІ (Фірмові)                                             | Харків        |
| 1996        | Клубні: ВКМП «Автоспортсервіс» Фірмові: HB Star Pro Vipos Team | Київ          |
| 1997        | Клубні: АК «Харків» Фірмові: Star Pro Racing Vipos Team        | Харків Київ   |
| 1998        | ?                                                              | ?             |
| 1999        | ?                                                              | ?             |
| 2000        | ПІДКОВА — Наш АК                                               | Львів         |
| 2001        | ПІДКОВА — Наш АК                                               | Львів         |
| 2002        | Не відбувся                                                    | Не відбувся   |
| 2003        | ЛША ХАДІ                                                       | Харків        |
| 2004        | Не відбувся                                                    | Не відбувся   |
| 2005        | ЛША ХАДІ                                                       | Харків        |
| 2006        | Родовід Банк                                                   | Київ          |
| 2007        | Родовід Банк                                                   | Київ          |
| 2008        | KOSA Racing                                                    | Київ          |
| 2009        | XADO Motorsport                                                | Харків        |
| 2010        | MasterKR Racing                                                | Київ          |
| 2011        | MasterKart Racing Team                                         | Київ          |
| 2012        | 2+2 MasterKart Racing Team                                     | Київ          |
| 2013        | MasterKR Racing                                                | Київ          |
| 2014        | MasterKR Racing                                                | Київ          |
| 2015 - 2017 | Не відбувався                                                  | Не відбувався |
| 2018        | MasterKart Racing Team                                         | Київ          |
| 2019        | Київ-ЮГ                                                        | Київ          |
| 2020        | Київ-ЮГ                                                        | Київ          |